# Ivan Masařík
Ivan Masařík (Jilemnice, 14 settembre 1967) è un allenatore di biathlon ed ex biatleta ceco. Fino alla dissoluzione della Cecoslovacchia (1993) gareggiò per la
nazionale cecoslovacca.

## Biografia

### Carriera sciistica
In Coppa del Mondo ottenne il primo risultato di rilievo il 19 gennaio 1989 a Borovec (63°), il primo podio il 13 dicembre 1998 a Hochfilzen (3°) e l'unica vittoria il 3 dicembre 2000 a Hochfilzen/Anterselva.
In carriera prese parte a tre edizioni dei Giochi olimpici invernali, Lillehammer 1994 (21° nella sprint, 11° nell'individuale, 12° nella staffetta), Nagano 1998 (56° nella sprint, 53° nell'individuale, 14° nella staffetta) e Salt Lake City 2002 (47° nella sprint, 25° nell'individuale, 5° nella staffetta), e a undici dei Campionati mondiali, vincendo due medaglie.

### Carriera da allenatore
Dopo il ritiro è diventato allenatore dei biatleti nei quadri della nazionale ceca.

## Palmarès

### Mondiali
- 2 medaglie:
  - 2 argenti (gara a squadre a Minsk/Oslo/Kontiolahti 1990); gara a squadre[2] ad Anterselva 1995)

### Coppa del Mondo
- Miglior piazzamento in classifica generale: 23º nel 1994
- 4 podi (1 individuale, 3 a squadre[1]), oltre a quello ottenuto in sede iridata e valido anche ai fini della Coppa del Mondo:
  - 1 vittoria (a squadre)
  - 1 secondo posto (a squadre)
  - 2 terzi posti (1 individuale, 1 a squadre)

#### Coppa del Mondo - vittorie
| Data            | Località              | Nazione        | Spec.                                               |
| --------------- | --------------------- | -------------- | --------------------------------------------------- |
| 3 dicembre 2000 | Hochfilzen Anterselva | Austria Italia | RL (con Petr Garabík, Tomáš Holubec e Zdeněk Vítek) |

Legenda:

RL = staffetta